# Държавно устройство на Словения
Словения е парламентарна република с държавен глава – президент.

## Изпълнителна власт

### Президент
Президентът е избиран чрез общо, пряко и тайно гласуване за срок от 5 години.

## Законодателна власт
Законодателен орган е двукамарен парламент. Изпълнителен орган е правителството. Деветдесетчленното Държавно събрание се избира пряко, по едно място имат резервирани италианското и унгарското малцинство. Четиридесетчленната горна камара на Държавния съвет е събран от пряко избираните председатели на общинските, държавните, професионалните и местните организации. Държавното събрание се избира през 4 години, а Държавният съвет през 5 години.

## Конституция
Конституцията на Словения е приета на 23 декември 1991 година.